# Komposition
För andra betydelser, se Komposition (olika betydelser).

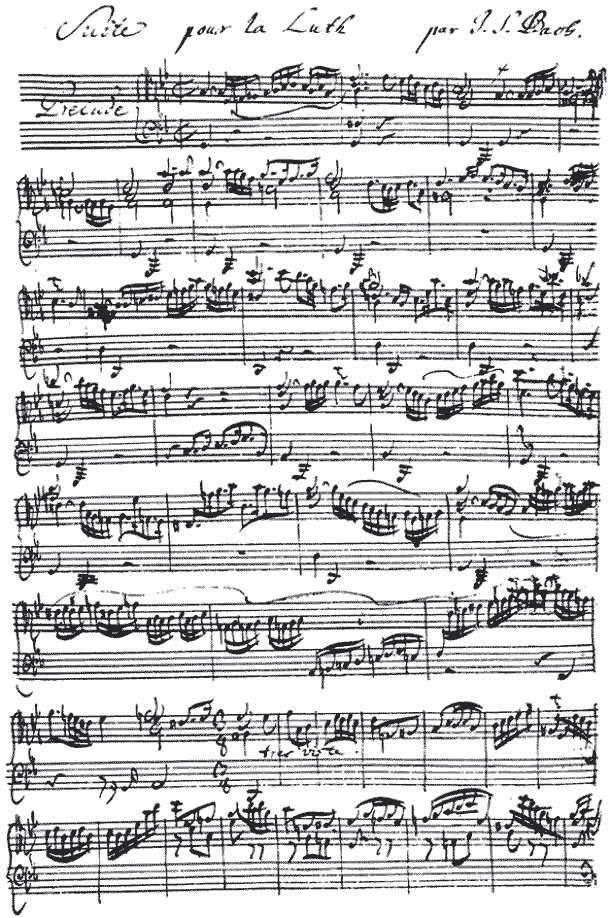
J. S. Bachs handskrivna notskrift till Lutsvit i g-moll (BWV 995).

Komposition eller tonsättning är begrepp inom musiken som kan syfta dels på ett musikverk, inom populärmusik även kallat låt, och dels på själva handlingen att komponera eller tonsätta ett sådant verk.

## Komposition – musikverk
Begreppet har uppstått inom den västerländska konstmusiken och förutsatte att skapande konstnärer noterade sina verk. I nutida språkbruk används begreppet även för icke noterad musik, d.v.s. musik som endast existerar i klingande form, som levande musik eller på fonogram.
Termen kommer av latinets componere, 'ställa samman' 'ordna', och innebar ursprungligen att man kompletterade gregorianska melodier med fler stämmor till en flerstämmig sats. Ur denna praxis föddes ett regelsystem som kom att innebära att en komposition  skulle vara resultatet av personlig originalitet och musikalisk hantverksskicklighet.

## Komposition – att komponera
Komposition är konsten att skriva musik. Detta kan betyda flera saker, men avser i allmänhet att på något sätt planera och nedteckna vissa förutbestämda aspekter av ett musikaliskt flöde. Man kan skilja kompositionen från improvisationen, som inte är planerad i förväg. Komposition syftar till att skapa melodier och notskrift med instruktioner till musiker genom handskrift eller numera speciella datorprogram via olika slags vedertagna symbolsystem. Vissa personer skriver musik genom att provspela melodier på ett piano, en gitarr eller annat instrument, medan andra skriver likt en författare direkt vid ett skrivbord utan användning av instrument. 
För det mesta används traditionell notskrift, men inom främst elektroakustisk musik och viss experimentell så kallad konkret musik används olika grafiska specialformer, ibland med notskriften formad som grafisk bildkonst. Under 1900-talet har inom den konkreta musiken även särskilda matematiskt baserade kompositionsformer vuxit fram med annorlunda tonskalor, särskilda instrumentvarianter och serier av halvtoner, kvartstoner etc i till exempel tolvtonsmusik, atonal musik i motsats till traditionell harmonisk melodiskt baserad musik  Dessa moderna experimentformer har ofta stått i ett motsatsförhållande till den traditionella melodiformen, då de mer syftar till ett vetenskapligt utforskande av existensen och ljudvärlden som fenomen. 

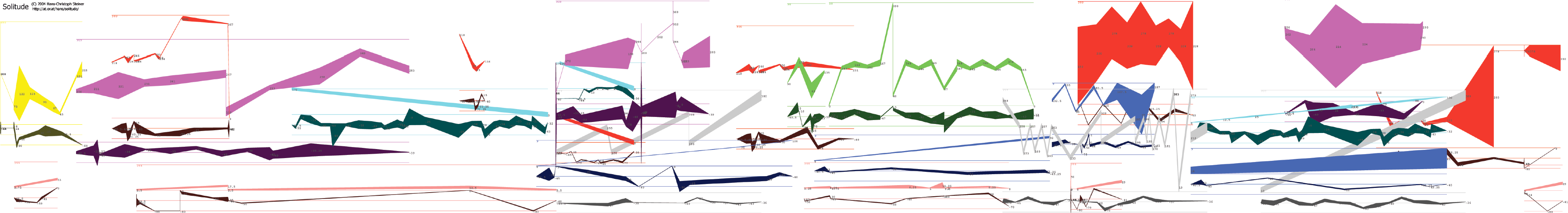
Exempel på en form av modern grafisk musiknotation, Solitude av Hans-Christoph Steiner via Pure Datas system.

### Yrkesformer
Det är vanligt att dela in personer som skriver musik i två grupper:
- Kompositör eller tonsättare, som oftast är utbildade och mycket insatta i olika former av musikteori, akustik och estetik, behärskar flera stilgrepp och tekniker som kontrapunkt, och instrumentation. De kommunicerar med främst likaledes utbildade musiker via någon form av den etablerade moderna notskriften, eller skapar elektroakustisk musik (EAM). Begreppet tonsättning används inte minst i betydelsen att "sätta toner" till ett diktverk eller annan text.
- Låtskrivare, som ofta också är sångtextförfattare och ibland själv framför och spelar in skivor med sin egen musik. Dessa är ofta självlärda och arbetar med delvis improviserade gehörstraderade arrangemang.

Dessutom används beteckningen arrangör när en musikmänniska (ofta en kapellmästare eller dirigent) arrangerar om ett tidigare komponerat verk till en ny form, för andra instrument, ensemblesammansättningar eller genrer, alternativt transponerar en komposition till en annan tonart. Man kan också för konsertbruk sätta ihop delar av befintliga verk till samlade potpurrier, eller inom viss modern populärmusik göra liknande sammansatta samplingar eller omarrangerade remixar. För att (särskilt förr) skriva ut och kopiera en kompositörs notskrift används ofta särskilda assistenter till sådant tidskrävande arbete, även om detta numera oftast görs via maskinkopiering. Det samma gäller när ett orkesterverks samlade partitur ska fördelas på separat utskrivna stämmor för olika instrument eller sångare. Det finns även exempel på tonsättare utan egen kunskap inom notskrivande eller orkestrering, varför en särskild arrangör anlitas för att genomföra detta praktiska arbete efter tonsättarens anvisningar.
Musikskapande kan också ske kollektivt eller improviserat, framför allt i ensembler inom till exempel jazz, populärmusik och världsmusik. Inom klassisk musik är det mer ovanligt, med undantag som kvartetten We Like We. All komponerad musik har inte alltid en tradition av notation utan lagras i musikernas minne och överförs mer från musiker till musiker, inte ovanligt inom till exempel folkmusik. Tonsättare kan ibland även ge utrymmen för musikernas egna personliga improvisationer i delar av verken. Detta blev inom klassisk musik vanligt under 1700-1800-talens virtuosepok, där olika instrumentalister och sångare (till exempel violinisten Niccolò Paganini) kunde bli vida kända för sina speciella tillkomponerade improvisationer, kadenser. Detta slags improvisationsutrymme förekommer i dag främst inom jazzmusikformerna.

### Kompositionsutbildning i Sverige
I Sverige finns renodlade tonsättarutbildningar vid musikhögskolorna i Göteborg, Malmö, Piteå och Stockholm. Musiklärarutbildning med inriktning mot komposition finns vid Musikhögskolan Ingesund, i Piteå samt i Malmö. På Musikhögskolan i Örebro finns påbyggnadsutbildningar i komposition. 
De ämnesansvariga lärarna vid tonsättarutbildningarna bär titeln professor i komposition. För närvarande (2010) innehas professurerna av Ming Tsao i Göteborg, Luca Francesconi i Malmö, Jan Sandström i Piteå och Karin Rehnqvist i Stockholm.